# Litynia
Litynia – wieś na Ukrainie w rejonie drohobyckim należącym do obwodu lwowskiego.